# فابريزيو باربازا
فابريزيو باربازا (بالإيطالية: Fabrizio Barbazza) مواليد 2 أبريل 1963 في مونزا، لومبارديا، إيطاليا، هو سائق فورملا 1 إيطالي سابق كان قد بدأ مسيرته الاحترافية سنة 1991. كان أول سباق له هو جائزة الهند الكبرى 1991. خاض خلال مسيرته 20 سباقاً.

## سباقات شارك فيها
- سوبر فورمولا
- البطولة الأمريكية لسباق السيارات

## روابط خارجية
- فابريزيو باربازا على موقع DriverDB.com (الإنجليزية)